# Drevna mjesta metalurgije željeza Burkine Faso
Drevna mjesta metalurgije željeza Burkine Faso je svjetska baština koju čini pet arheoloških lokaliteta u Burkini Faso, smještenih u različitim regijama zemlje:
1. Tiwêga, Centralno-sjeverna regija, Burkina Faso
2. Yamané, Centralno-južna regija, Burkina Faso
3. Kindibo, Sjeverna regija, Burkina Faso
4. Békuy, Hauts-Bassins
5. Douroula, Boucle du Mouhoun

Na ovim mjestima nalazi se petnaestak visokih peći, nekoliko drugih povezanih građevina, ogromnih sklopova šljake, rudnika i tragova nastambi. Douroula, koja datira iz 8. stoljeća prije Krista (prije više od 2.700 gpodina), najstariji je dokaz razvoja proizvodnje željeza pronađenog u Burkini Faso. Ostala zaštićena mjesta (Tiwêga, Yamané, Kindibo i Békuy) ilustriraju intenziviranje proizvodnje željeza tijekom drugog tisućljeća prije Krista. Iako se danas više ne prakticira taljenje željezne rude kako bi se dobilo željezo, seoski kovači i dalje imaju veliku ulogu u opskrbi oruđem, sudjelujući u raznim ritualima. Zbog toga je ovih pet mjesta drevne metalurgije željeza upisano na UNESCO-ov popis mjesta svjetske baštine u Africi 2019. god. jer je „drevni izgled ove tehnologije u globalnom smislu imao vrlo značajne posljedice za povijest afričkih naroda”.